# Histoire de la commune de Nestier
Pour un article plus général, voir Nestier.
L'histoire de la commune de Nestier est marquée par les périodes suivantes : la préhistoire avec les vestiges de la grotte néandertalienne du cap de la Bielle ; l'époque moderne avec deux personnages centraux : François de Saint-Paul et Louis de Cazaux, seigneurs de Nestier, le premier grand officier des armées de Louis XIV et gouverneur du Val d'Aran, le second grand maître de l'école de cavalerie de Versailles et écuyer cavalcadour de Louis XV ; la période contemporaine : Nestier est chef-lieu de canton et voit l'édification du site dévotionnel appelé Calvaire du Mont-Arès avec, à l'aube du XXIe siècle, la reconstruction de ce même calvaire inscrit à l'inventaire des monuments historiques et la réalisation d'une baignade biologique.

## Préhistoire
En cette période préhistorique du paléolithique moyen (50 000 ans avant notre ère), les terres de Nestier et du Vallon de Bouchère sont fréquentées par les hommes de Néandertal, des nomades qui vivent de la chasse et de la cueillette. Pour ces premiers homo sapiens, le Vallon de Bouchère est un terrain de chasse idéal, une nasse naturelle au fond de laquelle il est facile de prendre au piège les animaux sauvages,. Par ailleurs, à l'entrée du vallon, la grotte du Cap de la Bielle offre à ces chasseurs-cueilleurs un abri naturel lors des épisodes climatiques particulièrement rigoureux,. Des vestiges de ces hommes néandertaliens sont découverts, dans les années 1960, sur les lieux mêmes de cette grotte villageoise.

### Grotte préhistorique du Cap de la Bielle

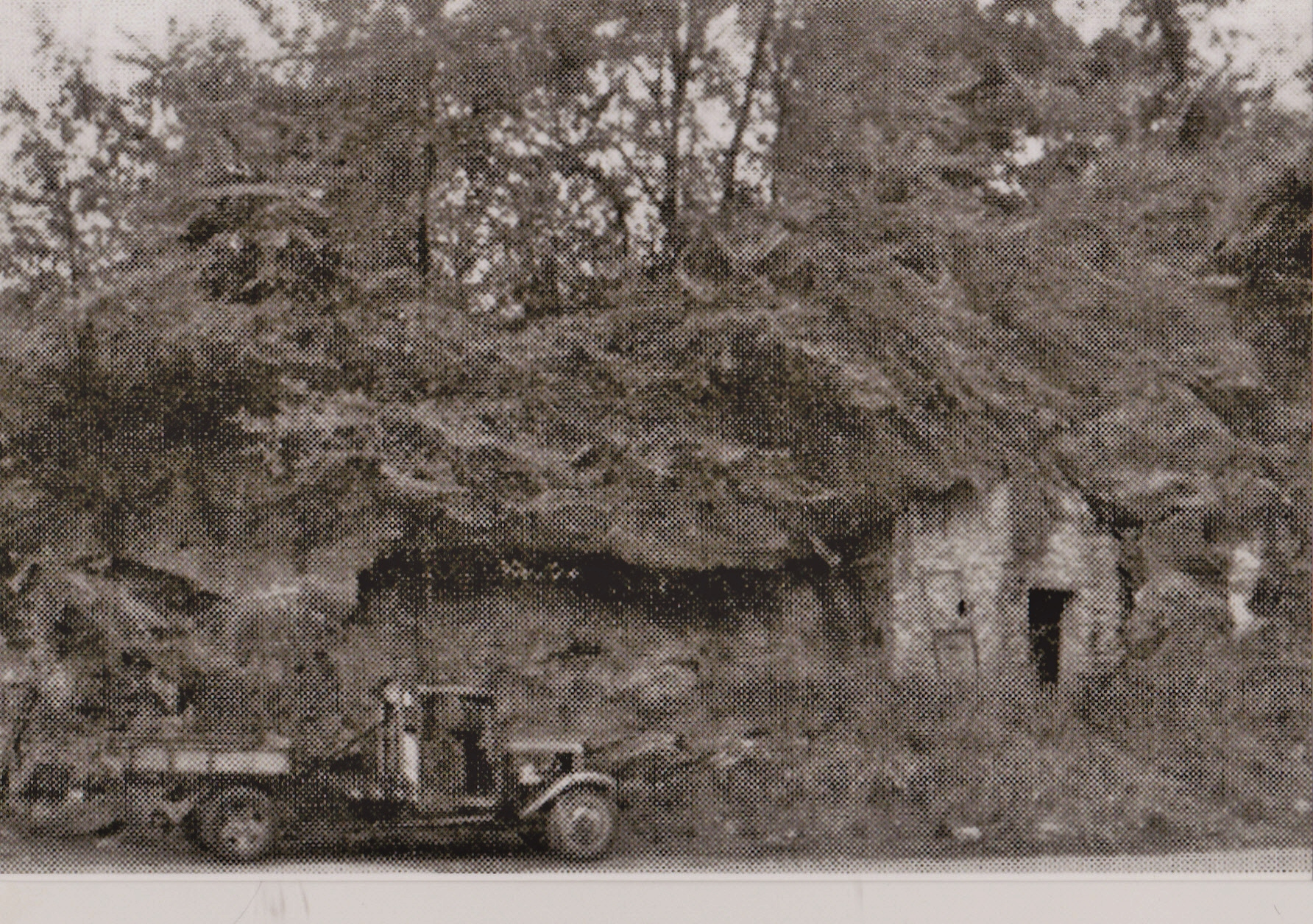
La voûte rocheuse et la cabane maçonnée dans les années 1960 (photo « musée de l'école de garçons »).

La grotte du cap de la Bielle, a été malheureusement détruite en partie dans les années 1950 lors des travaux effectués dans la carrière villageoise, appelée carrière supérieure, aujourd'hui désaffectée. Sa localisation et sa configuration sont précisées dans deux documents de référence,. L'Homme de Néandertal a séjourné dans cette caverne, certainement un campement de passage selon l'hypothèse basse formulée par certains chercheurs locaux. Après sa destruction, un pan de la voûte qui a pu être préservé a été l'objet de fouilles archéologiques.
Cette grotte est répertoriée aujourd'hui dans l'Inventaire national du patrimoine naturel (INPN). Elle est reconnue comme l'un des rares gisements de France à avoir une belle succession stratigraphique renfermant macrofaune (restes d'élan, présence du renne de la période du rissien final), microfaune et industrie lithique du Paléolithique inférieur,. L'industrie lithique extraite comprend un total de 86 pièces : 2 chopping-tools, 1 nucléus-disque très plat, 83 éclats. La matière première apparaît donc locale avec ses argiles schisteuses et ses quartzites classiques dont le débitage et l'utilisation restent uniques, à ce jour, dans les Pyrénées occidentales. Une étude précise que le site de Nestier peut être intégré dans les gisements de l'Acheuléen méridional à bifaces et hachereaux et que la faune peut être rattachée aux faunes rissiennes.

## Antiquité
Une première communauté humaine s'est vraisemblablement installée, dès cette époque, dans le vallon de Bouchère,. En 1872, cinq dolmens y sont recensés assez précisément près du mont Ergé, (encore appelé Mont Marto, Mont Martel, Mont Martus, Cap Martel, Montagne du Russe) sur la commune de Montsérié, limitrophe avec les communes de Bize et Hautaget. Par ailleurs, une hache en bronze à ailerons terminaux courts (127 × 36 mm), encore appelée celt à aile, a été trouvée au début du siècle dernier au Castéra, témoignant de l'occupation humaine de la région à cette période de l'âge du bronze,. En 1872, dans le quartier de La Hounte, un villageois découvre des vestiges d'un cimetière gaulois. À noter également la présence de deux tumuli qui barraient le passage de la Neste entre Nestier et Saint-Laurent-de-Neste. Par ailleurs, les terres villageoises seraient un oppidum, l'oppidum principal de la peuplade pré-romaine qui vivait dès les premiers temps dans cette contrée. Le site du village serait donc un des plus anciens de la basse vallée de la Neste comme l'écrivent certains auteurs locaux.

### Vestiges aquitano-romains de lamotte castraleet du fortin primitif
À cette époque-là, une enceinte fortifiée appelée Le Castéra s'avançait sur la vallée de la Neste au débouché du Vallon de Bouchère, couvrant ainsi le camp retranché du Mont Ergé situé à trois kilomètres à l'ouest. La description et la localisation de cette enceinte fortifiée sont parfaitement précisées dans certains documents. Selon certains auteurs locaux, ce lieu fortifié allait voir plus tard l'édification d'un des plus vieux manoirs seigneuriaux construit en colombage et en terre pilée dont l'architecture générale est décrite par Viollet-le-Duc dans son ouvrage,.

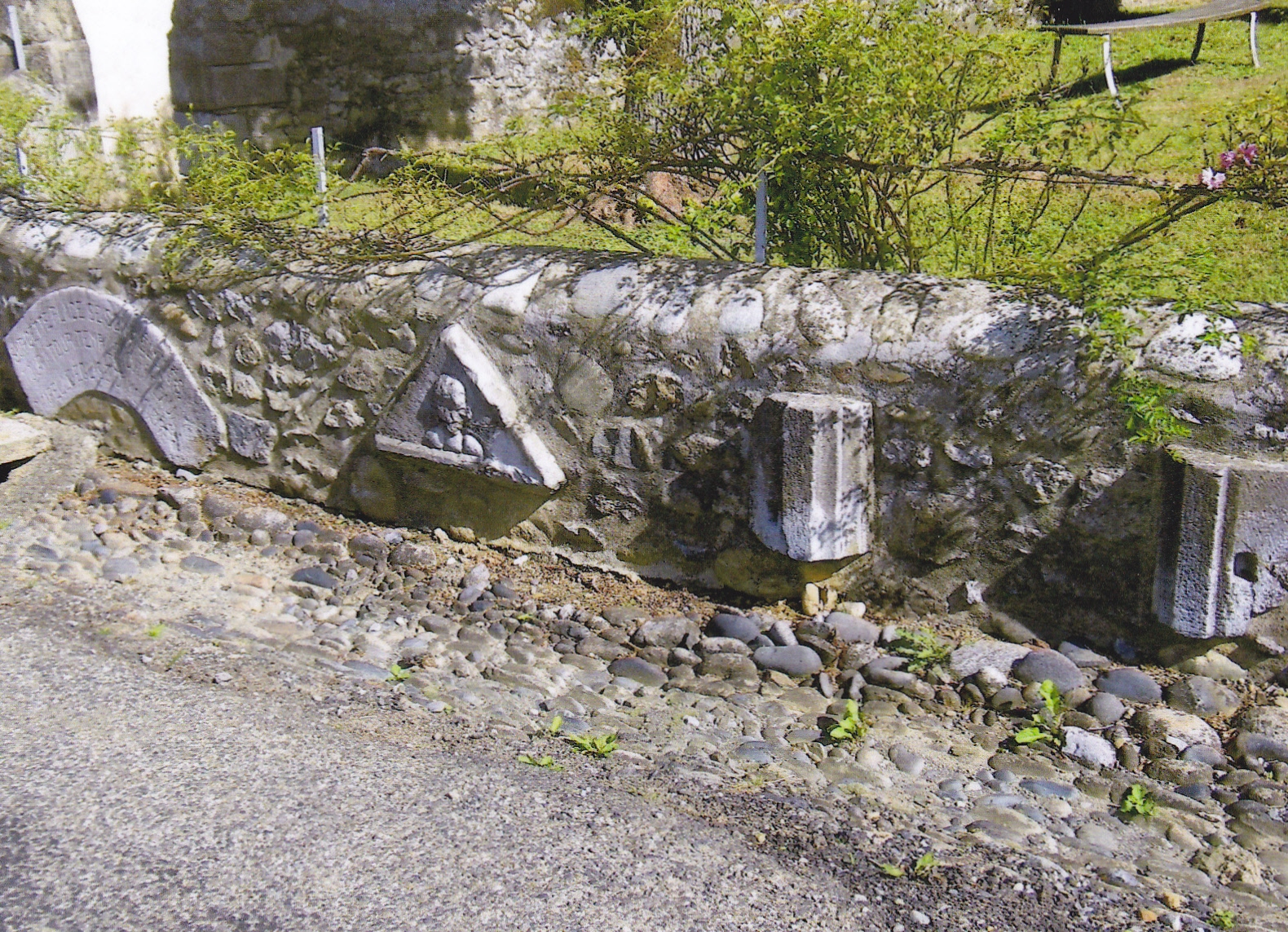
Quelques pierres de l'autel votif aquitano-romain (muret de clôture du parc de l'église).

À cette époque plus justement appelée aquitano-romaine, les terres qui allaient voir quelques siècles plus tard l'édification du village, sont rattachées à la capitale régionale Lugdunum Convenarum (Saint-Bertrand-de-Comminges) dans cette grande province appelée Novempopulanie. Selon certains auteurs locaux, elles forment le pagus de Nestier (erreur toponymique : au lieu de lire pagus de Nestier, lire plutôt pagus du Nestès) auquel s'est étendu le culte du dieu Ergé, le dieu protecteur, le principal dieu des populations de la Basse Neste,,. Dans l'organisation territoriale romaine de la région, les terres de Nestier appartiennent donc à la Civitas Convenenensium, la Cité des Convènes, qui englobe la haute vallée de la Garonne et la vallée de la Neste. Une ferme aquitano-romaine (villa rustica), pouvant abriter une famille et une dizaine d'ouvriers agricoles, est établie sur l'emplacement de l'église actuelle.

### Voies de communication[23]aquitano-romaines
La Ténarèze dans la vallée d'Aure encore appelée Chemin de César, La Peyrigne dans le Val d'Aran ou bien encore La Voie du Sel, premier axe de communication transversal du piémont pyrénéen, structurent le territoire. Localement, un chemin relie Nestier à Hèches dans la vallée d'Aure, par les cols de Bouchère et de Mazouau. Des vestiges d'une petite voie pavée sont découverts au début du siècle dernier près de l'église, dans une propriété appartenant au maire, M. Claverie. C'est devenu aujourd'hui le chemin rural qui conduit de Nestier à Bouchère

## Moyen Âge

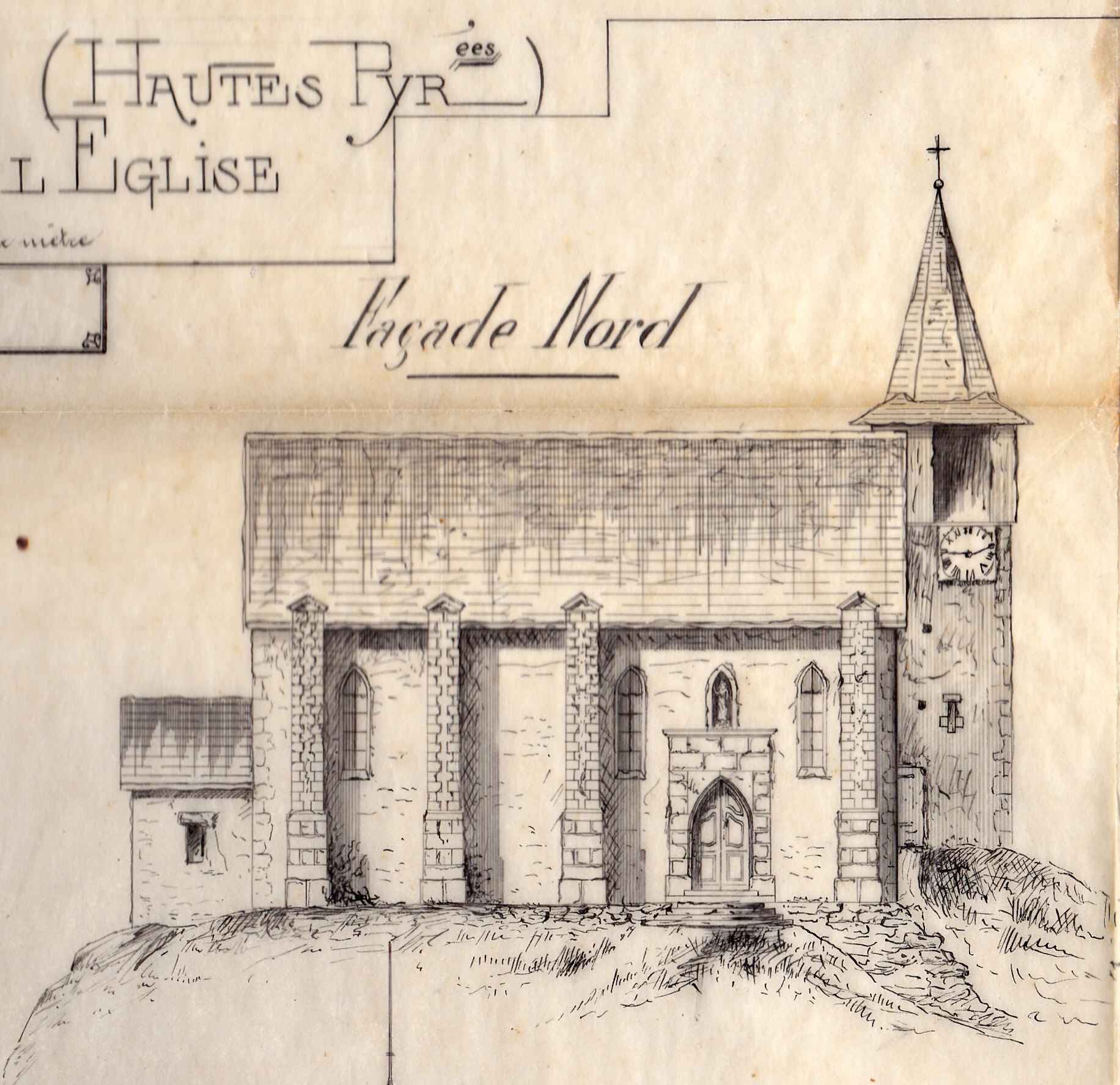
Croquis de l'église, façade nord, avant sa restauration en 1901.

Au XIIIe siècle, les terres de Nestier appartiennent à cette grande province de Guyenne, ancienne Aquitaine, qui englobe par ailleurs la Gascogne. À la frontière du comté de Bigorre et du comté de Comminges, appartenant au diocèse du Comminges et à la vicomté de La Barthe-de-Neste jusqu'en 1398 puis au comté d'Armagnac jusqu'à sa disparition en 1473, le village est situé dans le Pays des Quatre-Vallées : Magnoac, Aure, Neste et Barousse, encore appelé pays d'Aure par certains auteurs locaux. Il s'agit ici du pays géographique auquel s'appliquent depuis 1300 Les Coutumes Générales instaurées par Bernard de Labarthe, appelé aussi Bernard de Comminges, et non du pays administratif qui allait voir le jour quelques siècles plus tard sous le nom de Pays d'État des Quatre-Vallées encore appelé République des Quatre-Vallées.
Lors de l'épidémie de la peste noire, l'archiprêtré de Nestier (vraisemblablement l'archiprêtré du Nestès ou l'archiprêtré de Neste) est le plus sévèrement atteint,. Les ravages de la Guerre de Cent Ans, de la guerre larvée des comtés de Foix et d'Armagnac, des querelles guerrières entre Comminges et Bigorre, auxquels s'ajoutent les pillages et les exactions des compagnies de routiers, des brigands et des pillards comme les bandouliers de la lande de boc (Plateau de Lannemezan aujourd'hui), accentuent encore la désolation de notre territoire marqué par les disettes et les famines incessantes.
Nestier est un village étape sur le Chemin du piémont pyrénéen, itinéraire de Saint-Jacques-de-Compostelle. Un château à motte médiéval, Eth Castérot, se dresse sur ce qui est aujourd'hui l'emplacement de l'église, succédant au fortin primitif du Castéra. Par ailleurs, les terres du Castéra seraient un tumulus datant de cette époque.
La famille seigneuriale la plus connue à cette période est celle des d'Arcizas.

## Époque moderne
En cette période du Petit Âge glaciaire particulièrement rude, faite de froid intense et de famines, les échanges nombreux et fructueux entre les deux versants pyrénéens français et espagnol sont l'objet, le 22 avril 1513, du serment du plan-d'Arem (lieu-dit de la commune de Fos, près du pont du Roi, à la frontière franco-espagnole), dans le cadre du traité des Lies et Passeries précisant les procédures de commerce et de surséance de guerre entre le Val d'Aran et les vallées des Pyrénées centrales, dont le Comminges.
Nestier est alors une seigneurie aux frontières des Pays d'états des Quatre-Vallées et du Nébouzan et des Pays d'élection du Comminges et de Rivière-Verdun. Elle est située plus précisément dans l'enclave de Saint-Bertrand-de-Comminges qui comprend 17 autres communautés, au sein de la châtellenie de Montréjeau, jugerie de Rivière, une circonscription administrative dont les limites ont été fixées sous Louis XI, au XVe siècle,.
Par ailleurs, Nestier ressort de la Sénéchaussée de Toulouse, lieutenance de Rivière-Verdun, une circonscription administrative, financière et judiciaire. Nestier relève également de la Généralité d'Auch, élection de Rivière-Verdun, subdélégation de Montréjeau, une autre circonscription administrative à caractère d'intendance.
Le seigneur de Nestier le plus connu est Louis de Cazaux (1684-1754), écuyer cavalcadour de la Grande Ecurie du roi Louis XV.

## Époque contemporaine

### Révolution française

#### Organisation et compétences territoriales
En décembre 1789, le canton de Nestier est créé. Il appartient au district de la Neste ou des Quatre-Vallées, dont le chef-lieu est La Barthe. Deux ans plus tard, en 1791, il est scindé en deux. C'est ainsi que le canton de Saint-Laurent-de-Neste est créé. Ce découpage géographique tient compte des difficultés de circulation entre les deux rives de la Neste lors des mauvaises conditions météorologiques. En effet, la rivière connaît des crues violentes qui emportent fréquemment les ponts traditionnels en bois sur pilotis. Il est donc décidé qu'il y aurait un canton de part et d'autre de la Neste. Dix ans après, alors que la Constitution de l'an VIII remplace les districts par les arrondissements beaucoup plus vastes, le canton de Saint-Laurent-de-Neste est supprimé.
Le canton de Nestier compte un détachement de la garde nationale sédentaire. Celui-ci est créé en 1789. Il sera dissous en 1871. Il doit être en ordre de marche permanent, les membres étant désignés d'avance, les officiers élus par les citoyens qui le composent. Le 9 novembre 1834, le maire de Nestier présente cinq villageois à l'élection des officiers : le premier comme capitaine de compagnie, les quatre autres comme lieutenants et sous-lieutenants. Nestier est soumis aux réquisitions destinées à cette garde nationale comme en 1813 par exemple : 57 quintaux de foin, 12 quintaux de paille, une part de la récolte de seigle et de blé à acheminer dans les dix jours au chef-lieu du département.
Le canton de Nestier est encore concerné par les différentes levées en masse, à l'exemple de celle effectuée dans le cadre de la Campagne de France (1814), l'armée française s'étant repliée au nord des Pyrénées après la dure Guerre d'indépendance espagnole (guerre d'Espagne 1808 - 1813) et le département étant sur le point d'être envahi par les troupes coalisées. Le 5 mars 1814, le général Maransin, commandant la masse d'insurrection des Hautes-Pyrénées, ordonne à M. Fourquet, légionnaire à Nestier, de réunir le contingent que le canton doit fournir pour la formation de la 2e légion de la levée en masse et de conduire les hommes à Tarbes dans les 24 heures. La lettre du général Maransin est présentée dans la monographie villageoise de Mme Bize. Quelques mois plus tard, lors de la Terreur blanche de 1815 à Tarbes, le général Maransin sera emprisonné alors qu'une vingtaine de personnes seront arrêtées dans le département dont une villageoise cabaretière de la famille en so dé Blanquet.

#### Population et transports à la période révolutionnaire
- Population

Le bureau de charité diocésain, est créé en 1764 à Nestier où l'évêque de Saint-Bertrand-de-Comminges est décimateur. Il a pour but d'aider les miséreux malades ou handicapés. Le bureau de Nestier, pour le bouillon et remèdes, regroupe les paroisses de la rive droite de la Basse-Neste (archiprêtré de Nestes ou du Nestès). Comme tous les bureaux de charité du diocèse, il est présidé par le curé ou son vicaire, assisté de deux consuls, de deux notables et d'un trésorier. Il se réunit tous les dimanches au presbytère pour décider des aumônes à accorder au cours de la semaine.
Quelques notables locaux, appelés Bienfaiteurs, effectuent des dons remarquables par l'intermédiaire de ce bureau, devenu bureau de bienfaisance par la loi de 1796. Parmi eux, le seigneur Verdelin de Montégut fait un don aux pauvres de Nestier pour remercier les villageois de l'avoir accueilli et caché à la suite du saccage et de l'incendie de son château exécutés par les troupes républicaines qui venaient de remporter, en 1799, la bataille de Montréjeau face aux insurgés royalistes, et qui menaient encore des actes de représailles dans la basse vallée de la Neste. Les noms de ces Bienfaiteurs sont précisés dans un tableau mural en place dans la salle officielle de la mairie.
- Transports

Les villageois se déplacent à pied ou à bord d'attelages traditionnels comme le char ou le tombereau tiré par une paire de bœufs ou de vaches. Les familles les plus aisées possèdent une voiture hippomobile. En 1740 déjà, une chaise appartenant aux seigneurs de Cazaux, semblable certainement à une chaise de poste, faisait son apparition sur les chemins de la seigneurie et des bords de Neste : cette nouveauté fit grande sensation.

### Après la Révolution

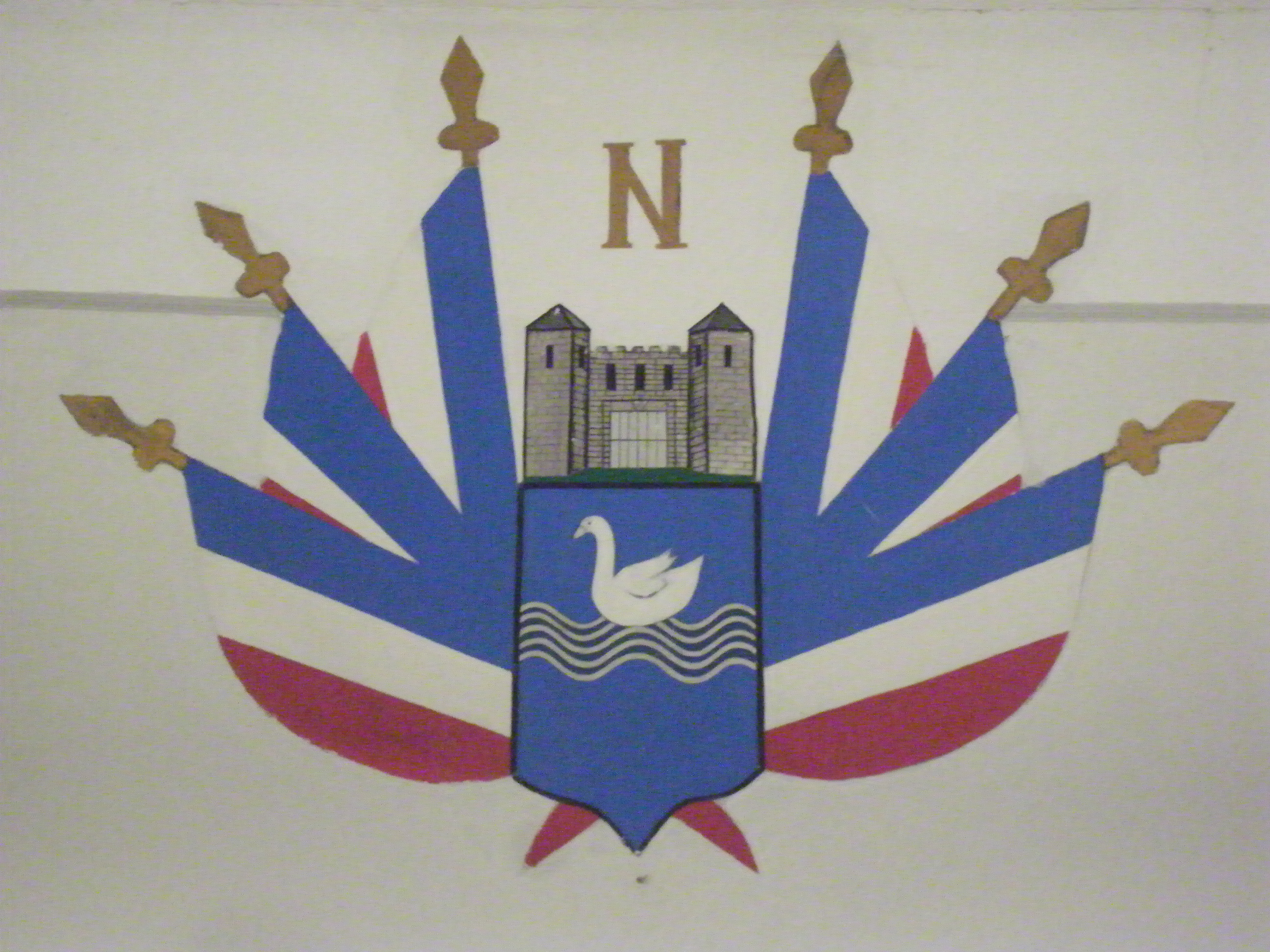
Le blason de la commune (III° République)

Pendant quatre-vingts ans, Nestier est donc chef-lieu de canton, jusqu'au 2 avril 1870 date à laquelle l'empereur Napoléon III ordonne le transfert du chef-lieu de justice de paix à Saint-Laurent-de-Neste. Cette période sera marquée par une lutte acharnée entre les deux collectivités, faite de batailles juridiques, d'interventions de notables influents au plus haut niveau de l'État et de l'engagement de deux personnalités villageoises : M. Dutrey, maire, et l'abbé Béjottes, curé de la paroisse. Ces événements sont précisés dans le document de M. La Plagne Barris.
Pendant que les populations locales se livrent cette petite guerre pour le siège d'un chef-lieu de canton, trois jeunes villageois concernés par la levée en masse participent à la Guerre franco-allemande de 1870. Leurs péripéties, en particulier lors de la bataille de Rouen sur le plateau de l'Andelle, sont retranscrites dans le document de Mme Bize.

#### Population et administration auxXIXesiècle-XXesiècle
- Population

En 1851, le village compte 563 habitants ainsi dénombrés : 93 hommes mariés, 93 femmes mariées, 160 garçons, 182 filles, 9 veufs et 26 veuves.
En 1885, le village compte 542 habitants
dont un juge de paix (Reulet), 
un notaire (Serris), 
un huissier (Boué),
un percepteur (Junca),
un architecte (Bazerque), 
un vétérinaire (François Foix) également responsable pour les épizooties,
un médecin (Forment) qui est aussi médecin-inspecteur des écoles primaires, 
un conducteur de 3e classe des Ponts et chaussées (Sajous) chargé du service vicinal de la subdivision de Nestier comprenant 21 communes.
Il compte également 
deux meuniers (Davant - Verdier),
trois modistes (Boé Jacquette - Castéran - Marcousi), 
deux boutiques de chaussures en gros (Castéran Jacques - Claverie Alexis), 
une fabrique de chaux (Bize), 
deux épiceries (Pujolle - Péré), 
trois hôtels (Pujolle : l'Hôtel des Voyageurs chez Clémentine Pujolle - Sajous - Verdier), 
quatre fabriques de meubles (Cartéry - Cozes - Dutrey - Rème), 
une fabrique de sabots (Cazes), 
deux scieries mécaniques (Artigue - Verdalle Julien), 
six fabriques de tricots à métiers (Barège - Bize - Boé - Pujolle Lourrey - Rey - Soulé), 
une fabrique de chapeaux (Castéran père et fils), 
trois boutiques de vin en gros (Dupuy - Refouil Lahoeillère - Seube).
- Administration

Nestier est le chef-lieu du commissariat de la circonscription formée par les communes du canton, peuplée de 12 206 habitants. Ce commissariat est supprimé en 1886.
En 1896, une recette auxiliaire des postes est créée.
En 1909, Nestier appartient à la 41e circonscription médicale pour la protection des enfants du premier âge (nourrice, sevrage ou garde) soumis à la surveillance administrative et à une inspection médicale mensuelle. La protection de l'enfance progresse, alors qu'au siècle précédent, encore, les enfants trouvés, abandonnés et orphelins pauvres âgés de seize ans, étaient incorporés d'office aux armées selon une directive préfectorale ordonnant aux maires du département de conduire ces enfants à la sous-préfecture en cas de refus par la gendarmerie ou piquet de la garde nationale.

#### Transports collectifs et voies de communication auxXIXesiècle-XXesiècle
- Transports

Les déplacements importants s'effectuent à bord de diligences ou malles-poste au sein de la compagnie Messagerie du Midi et du Commerce, sur la ligne Bagnères-Toulouse. Dans les années 1900 précisément, une malle-poste assure la liaison Saint-Laurent-de-Neste - Nistos. Le café-épicerie à l'entrée du village, au lieu-dit Castéra, est la halte villageoise pour cet attelage. Le service de la malle-poste disparaîtra remplacé dans les années 1950 par une desserte d'autocars assurant le transport vers les marchés hebdomadaires des trois villes voisines : Montréjeau, Lannemezan et Saint-Gaudens. Cette desserte sera supprimée dans les années 1970.
- Voies de communication

A cette période qui voit l'avènement et le développement du chemin de fer, Nestier est situé sur un itinéraire prévu pour relier Tarbes à Montréjeau par Bagnères-de-Bigorre et la vallée de la Neste. La maison villageoise en so dé Fouès, située au bord de la D 26 près du lavoir de la Hounte, est destinée à devenir une gare desservant le canton. Mais en 1856, c'est un deuxième itinéraire qui va être validé passant par Tournay, Lannemezan et Saint-Laurent-de-Neste. Celui-ci sera mis en service en 1867. Quatre ans plus tard, en 1871, Saint-Laurent-de-Neste deviendra donc chef-lieu de canton, doté d'une gare SNCF, en lieu et place de Nestier.
Dans ce même domaine des voies de communication, la voirie villageoise comprend les chemins vicinaux de grande communication qui relèvent des attributions du préfet et les chemins vicinaux ordinaires qui relèvent des attributions du maire. En 1803, le commissaire chargé de la surveillance des réparations des chemins vicinaux du canton adresse ses directives au maire de Nestier.
Au début du XXe siècle, les routes et les chemins villageois sont gérés par l'administration des Ponts et Chaussées, au sein des services ordinaire et vicinal appartenant à l'arrondissement Est (ou oriental) du département. Nestier est l'une des onze subdivisions de cet arrondissement qui regroupe vingt communes de la basse vallée de la Neste et compte le service vicinal et l'hydraulique agricole.

#### Emigration villageoise auxXIXesiècle-XXesiècle
Au XIXe siècle, le village connaît une émigration importante vers les Amériques,. Les émigrés sont les suivants : Pierre Bize à Los Angeles et Jean-Baptiste Castéran à Montevideo, tous deux menuisiers ; à New York : la famille Castéran-Pégot (fratrie) ; en Louisiane : les deux frères Henri et Auguste Dupuy, Victor Bize, Alexandre Claverie, Jacques Castéran ; en Argentine et en Uruguay : les frères et cousins de la famille Artigue (Auguste menuisier, Jacques travaillant dans un restaurant à New-York puis rentré en France, gravement blessé lors de la Grande Guerre et resté définitivement au village) ; Guillaume Forment, menuisier à Montevideo ; Jean-Marie Pérès, boulanger en Argentine ; Georges Dupuy, avoué en Algérie et Jacques Bize, menuisier à Mostaganem.
Un villageois, Bertrand Castéran en so dé Pégot, né en 1807, chapelier dans le quartier du Cap de la Bielle, est accrédité par la Compagnie Transatlantique pour le recrutement des migrants, assurant de cette manière les fonctions d'un responsable de bureau d'émigration. Nestier va connaître ainsi le plus fort pourcentage, par rapport à sa population, d'émigrés de la vallée de la Neste : 8,9 %. Les enfants émigrés de cette famille Castéran en so dé Pégot vont vivre par ailleurs des événements particuliers retranscrits dans la monographie villageoise de Mme Bize.
Au début du XXe siècle encore, les six enfants de la famille Verdier habitant au moulin vont émigrer aux USA. En 1900, Eugénie embarquera au Havre pour New-York. Elle rentrera définitivement en France en 1947. Elle convaincra ses 5 frères de la rejoindre en Amérique. En 1903 : Hippolyte (16 ans), en 1904 : Adrien et Siméon (22 et 25 ans), en 1905 : Jean-Marie (24 ans), en 1912 : Baptiste (34 ans). Le premier et les deux derniers s'installeront à New-York tandis qu'Adrien et Siméon demeureront au Delaware. Trois rentreront en France pour se battre pendant la Première Guerre mondiale : Baptiste et Siméon en 1914, Hippolyte en 1915. Siméon est reparti au Delaware à la fin de la guerre rejoindre Adrien. Tous deux ne reviendront plus contrairement aux trois autres : Hippolyte resté définitivement en France après les combats, Baptiste rentré en 1922-23 et Jean-Marie rentré en 1932 après un deuxième séjour.

#### Construction duCalvaire du Mont-ArèsauXIXesiècle
Les villageois construisent le Calvaire du Mont-Arès, sous l'impulsion de l'abbé Béjottes, curé de la paroisse.

### Entre-deux-guerres

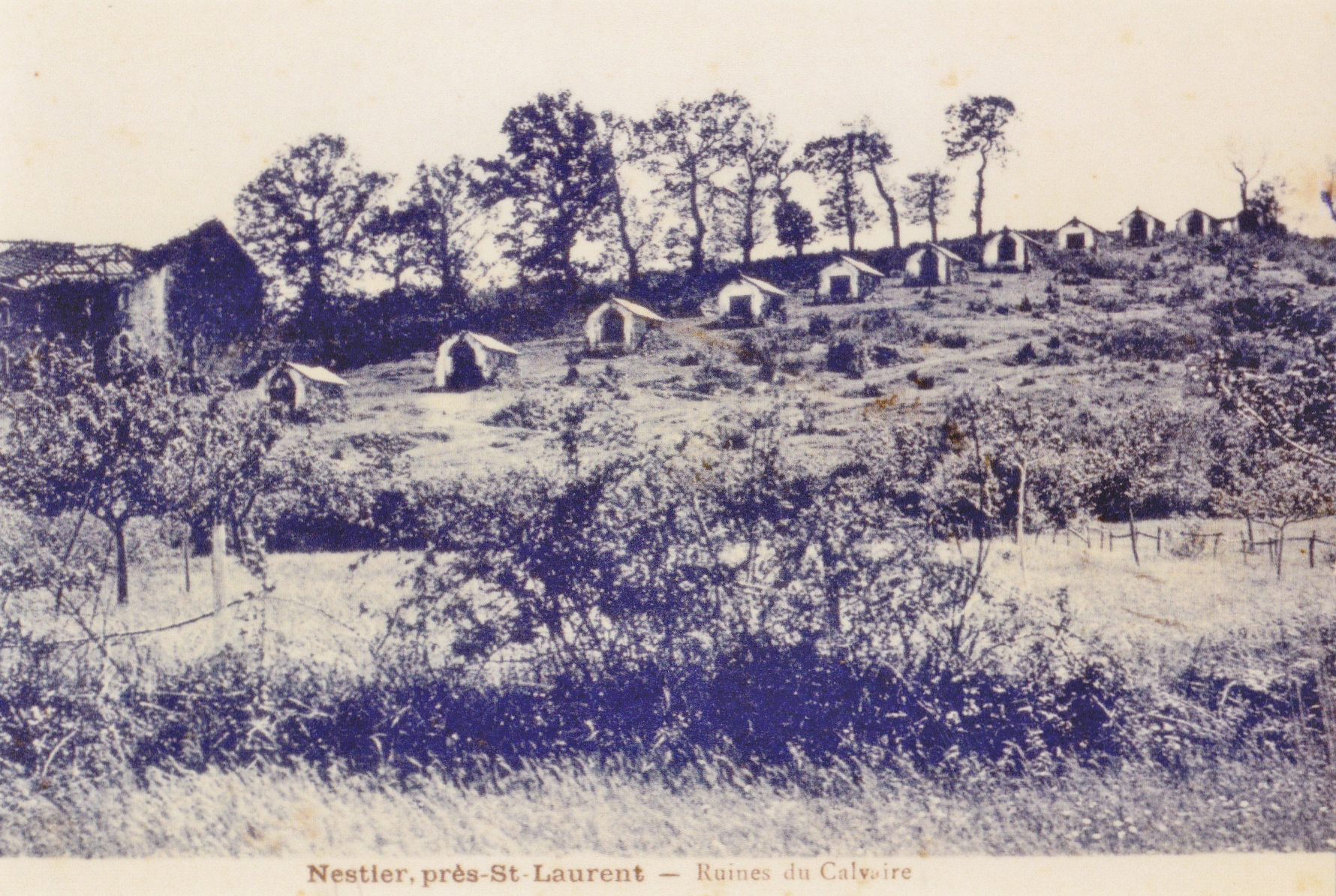
Le Calvaire du Mont-Arès en ruines dans les années 1920.

Après la terrible épreuve de la Grande Guerre, la vie reprend son cours progressivement malgré les traumatismes et les souffrances évoqués régulièrement. Les vingt-sept hommes mobilisés rentrés au village après avoir participé aux combats, certains profondément blessés dans leur chair et dans leur âme, pleurent souvent, lors des veillées traditionnelles en particulier, les dix-neuf camarades tués ou disparus qui auront leurs noms inscrits sur le monument aux morts érigé en 1927. Les noms des disparus Morts au champ d'honneur ainsi que les noms des mobilisés sont précisés dans la monographie villageoise de Mme Bize,.
Quelques années après cependant, le village connaît des progrès sensibles : l'eau courante et l'électricité arrivent dans chaque maison, les premiers postes de radio équipent certains foyers, les lavoirs et les abreuvoirs municipaux facilitent la vie quotidienne. Cette période de notre Histoire contemporaine se terminera de façon tragique par la Deuxième Guerre mondiale vécue à Nestier au cours d'événements particuliers évoqués dans les témoignages écrits de M. Marcel Campet qui traitent entre autres de la participation de jeunes villageois aux chantiers de jeunesse, au service du travail obligatoire (STO), à des opérations du maquis local et au comité de libération villageois. D'autres événements relatifs à cette tragédie sont retranscrits également dans la monographie de Mme Bize et dans l'article de M. Raymond Misson appelé : Nestier : 1939-1945 : souvenirs de Marie-Claire Refouil.
- Administration, démographie.

Durant cette période, les plus vieilles familles villageoises mentionnées dans les archives municipales sont les suivantes : Bize (dont les maisons portent les sobriquets : Peypoc, Arriot, Chimoun, Moussu), Boé, Boué, Castéran (dont les maisons portent les sobriquets : Croque, Jacques, Frize, Pénaou, Manach), Cazes, Dupuy, Forment, Fourquet, Maupomé, Portes, Pujolle, Refouil, Rème, Rogé, Sajous.
En 1927, l'étude notariale Misson est agent correspondant pour le « Contentieux européen » (renseignements commerciaux), sorte de pré-Kompass.

### Fin duXXesiècle

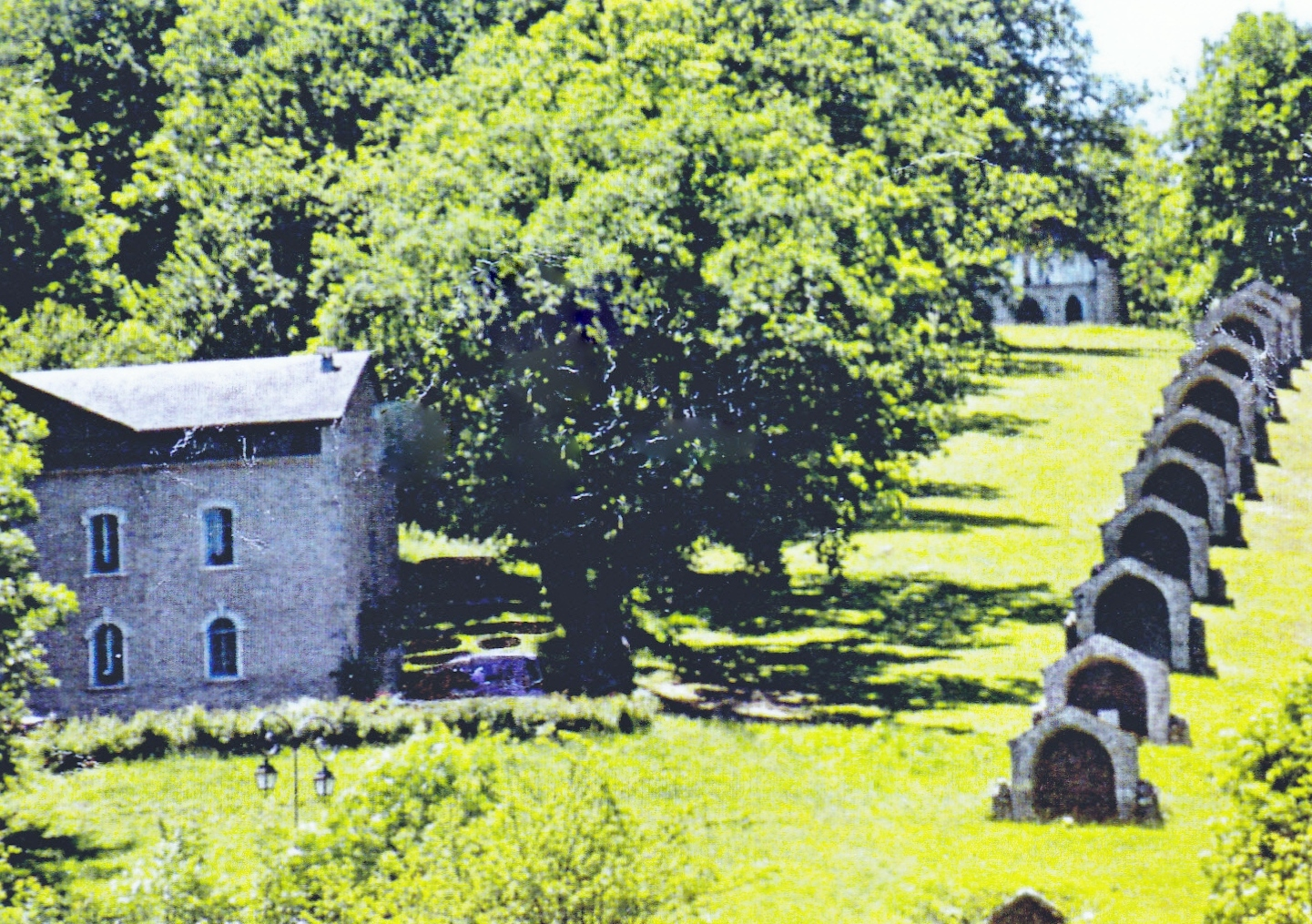
Le Calvaire restauré dans les années 1990, inscrit à l'Inventaire supplémentaire des monuments historiques.

Les dernières décennies du XXe siècle voient la démographie villageoise baisser : les fermes disparaissent progressivement alors que certaines maisons se ferment ou se transforment en résidences secondaires. Les années 1960-1970 confirment l'amplification de ce mouvement. Malgré ce phénomène, la communauté villageoise reste forte : les années 1980-1990 verront la reconstruction du Calvaire du Mont-Arès avec ces mêmes élans de générosité et de solidarité qu'avait certainement connus le village un siècle auparavant.

### XXIesiècle
Après la reconstruction du calvaire du Mont-Arès, les années 2000 voient, sur le territoire villageois, la réalisation d'une baignade biologique encore appelée piscine naturelle.
L'histoire de la commune de Nestier fait l'objet d'un spectacle théâtral villageois, une fresque historique appelée Nestièr, u vieil vilatje : dé la pet dé la bestie à la camiso à flous (« Nestier, un vieux village : de la peau de bête à la chemise à fleurs »). Elle est composée de neuf tableaux de vingt minutes chacun présentant les neuf périodes de l'histoire locale. Chaque tableau est décliné à son tour en un spectacle historique complet d'une durée de deux heures environ.